# Cycnotrachelodes
Cycnotrachelodes es un género de coleóptero de la familia Attelabidae.

## Especies
Las especies de este género:
- Cycnotrachelodes camphoricolus
- Cycnotrachelodes cyanopterus
- Cycnotrachelodes formosanus
- Cycnotrachelodes roelofsi
- Cycnotrachelodes sitchuanensis
- Cycnotrachelodes ussuriensis
- Cycnotrachelodes coeruleatus